# Heimatmuseum Friedrichshain
Das Heimatmuseum Friedrichshain bestand als Einrichtung des Kulturamtes Friedrichshain (ab 2001: Friedrichshain-Kreuzberg) von 1991 bis 2004 in der Lichtenberger Straße 41 (bis 1990) und in der Alten Feuerwache. Es ging aus der Heimatgeschichtlichen Sammlung bzw. dem Heimatgeschichtlichen Kabinett in der Bersarinstraße 68 hervor (1983–1990) und wurde bekannt durch Führungen, Ausstellungen, Publikationen und die Sammeltätigkeit zur Friedrichshainer Ortsgeschichte. Nach der Fusion von Friedrichshain und Kreuzberg wurden die Museen der ehemaligen Bezirke zusammengelegt zum Bezirksmuseum Friedrichshain-Kreuzberg und ihre Heimatgeschichtlichen Sammlungen im Kreuzbergmuseum (seit 2013: FHXB-Museum) in der Adalbertstraße 95a zusammengeführt.

## Geschichte

### Die Vorgeschichte 1983–1990
Im Jahr 1983 wurde eine Sammlung diverser Dokumente, Bücher und Fotos, in den 1960er Jahren von einem Schuldirektor zusammengetragen, aus dem Keller des Schulhauses in der Pettenkoferstraße in die Parterrewohnung Bersarinstraße 68 verlagert, wo ihre Aufarbeitung begann. Das war der Grundstock für die Sammlung des Heimatgeschichtlichen Kabinetts, das hier in den 1980er Jahren entstand.
Zur Eröffnung einer ersten Ausstellung über die Friedrichshainer Stadtgeschichte luden Heike Abraham (später: Heike Naumann) und Katrin Müller zum 14. Juni 1990 in die Heimatgeschichtlichen Sammlungen ein.
Im Dezember 1990 kündigte ein Plakat des noch Heimatgeschichtlichen Kabinetts an „Wir ziehen um [in die Lichtenberger Straße 41,] um fortan mit besseren Ausstellungsmöglichkeiten und einem Podium für öffentliche Diskussionsabende nunmehr als HEIMATMUSEUM FRIEDRICHSHAIN allen Bürgern ein interessanter heimathistorischer Treffpunkt zu sein“.

### Im Hochhausparterre 1991–1998
Das Heimatmuseum Friedrichshain begann nun im Erdgeschoss des Hochhauses Lichtenberger Straße 41 eine rege Ausstellungs-, Sammlungs- und Veranstaltungstätigkeit. Archiv und Bibliothek wurden Interessierten zur Einsicht angeboten.
Das neue Museum öffnete mit der Ausstellung „Friedrichshainer Straßen und Plätze vorgestern, gestern und heute“. Im Mai 1992 folgte die Ausstellung „Friedrichshainer Familien in neun Jahrzehnten“, im Mai 1994 „Friedrichshainer Unternehmer und Unternehmen 1843–1945 – Einblicke in die Industriegeschichte“, im September 1994 „Wilhelminisches Lächeln. Bauten von Hoffmann und Messel im Bezirk Friedrichshain“, 1995 „Ausgangspunkt Chaos – Neubeginn in Friedrichshain“, 1996 „Raub und Mord im Kiez – historische Friedrichshainer Kriminalfälle“ und 1997 „Von der Frankfurter zur Stalinallee“.
Im Mai 1992 begann eine Vortragsreihe unter dem Titel „Friedrichshain – Stadtgeschichte zum Anfassen“, „Historische Stadtspaziergänge“ wurden angeboten, auch zur Kinderparty wurde eingeladen.
1998 stand wieder ein Umzug auf dem Programm. Die Museumsleiterin Heike Naumann hatte schon nach dem letzten Umzug in die Lichtenberger Straße 1991 festgestellt: „Zwar stehen dem Heimatmuseum jetzt weitaus mehr Ausstellungs- und Arbeitsfläche zur Verfügung [insgesamt ca. 150 m²], jedoch kann das noch nicht als endgültige Lösung angesehen werden. Besser untergebracht wäre das Museum in einem Gebäude, das von sich aus Friedrichshainer Geschichte verkörpert […]“.
In ein solches Gebäude zog das Heimatmuseum nun ein, in die Alte Feuerwache, Marchlewskistraße 6.

### Im Kulturhausalte feuerwacheFriedrichshain 1998–2004
In dem 1995–1998 zum Kulturhaus umgebauten Gebäude mit dem denkmalgerecht restaurierten historischen Erdgeschoss der früheren „Feuerwache Memel“ (Feuerwehrstützpunkt Weberwiese), jahrelang genutzt als Lagerraum und Furnierwerkstatt des VEB Edelholzbau bzw. intercor – VEB Inneneinrichtungskombinat Berlin, erhielt das Heimatmuseum Archiv- und Arbeitsräume in der ersten Etage und die historische Wagenhalle als Ausstellungsraum.
Hier wurden wechselnde Ausstellungen gezeigt. Zu einigen erschienen, wie bereits vorher, begleitende Broschüren. Die Eröffnungsausstellung präsentierte „Friedrichshainer Brauereigeschichte“. Es folgten
- 1999: „Die East-Side-Gallery“,
- 2000: „Friedrichshainer Siedlungs- und Stadtgeschichte“,
- 2001: „Auf Wasser und Schienen – Friedrichshainer Verkehrswege“, „Helen Ernst – Stationen einer Künstlerin“,
- 2002: „Verschwundenes Friedrichshain – Bauten und Denkmale im Berliner Osten“.

Ein wichtiger Berater und Autor der die Ausstellung begleitenden Broschüren war der auch durch andere Veröffentlichungen zur Friedrichshainer Geschichte bekannte Heimatforscher Jan-Michael Feustel.
Nach der Fusion von Friedrichshain und Kreuzberg 2001 wurde entschieden, die heimatgeschichtlichen Sammlungen der ehemaligen Bezirke im Kreuzbergmuseum in der Adalbertstraße 95a zusammenzuführen. Der Umzug wurde 2004 abgeschlossen. Bis dahin gab es noch Ausstellungen des Museums in der Alten Feuerwache, einige in der ersten Etage.
2001 war in die Wagenhalle bereits der Friedrichshainer Kunstverleih eingezogen, am 16. März 2003 eröffnete hier der Projektraum mit einer neuen Ausstellung.
Im Programm „Geschichte & Museum Friedrichshain-Kreuzberg“ Mai bis Juni 2004 wurden unter Bezirksmuseum Friedrichshain-Kreuzberg folgende Einrichtungen aufgeführt: Das Kreuzbergmuseum für Stadtentwicklung und Sozialgeschichte, Adalbertstraße 95a, die Regionalgeschichtliche Bibliothek und Archiv für die Ortsteile Kreuzberg und Friedrichshain im Kreuzberg-Museum sowie der Ausstellungsraum des Heimatmuseums Friedrichshain in der Alten Feuerwache, Marchlewskistraße 6. Auch die Historischen Spaziergänge mit Heike Naumann standen noch im Programm.

## Publikationen
- Heike Abraham, Katrin Müller: Friedrichshainer Familien in neun Jahrzehnten. Protokolle zu einer Ausstellung, Heimatmuseum Friedrichshain, Berlin 1992
- Heike Abraham: Friedrichshainer Unternehmer und Unternehmen 1843 bis 1945. Einblicke in die Industriegeschichte – ein Katalog zur Ausstellung, Heimatmuseum Friedrichshain, Berlin 1993
- Heike Naumann: Historische Ansichten aus Friedrichshain, Heimatmuseum Friedrichshain, 1994
- Jan Feustel: Wilhelminisches Lächeln. Bauten von Hoffmann und Messel im Bezirk Friedrichshain. Begleitmaterial zur Ausstellung, Heimatmuseum Friedrichshain, Berlin 1994
- Heike Naumann: Der Friedrichshain: Geschichte einer Berliner Parkanlage, Heimatmuseum Friedrichshain, Berlin 1994
- Walter Mohr (Red.): Ausgangspunkt Chaos – Neubeginn in Friedrichshain. Begleitmaterial zur Ausstellung, Zeitzeugenberichte etc., Heimatmuseum Friedrichshain, Berlin 1995
- Jan Feustel: Raub und Mord im Kiez – historische Friedrichshainer Kriminalfälle, Begleitmaterial zur Ausstellung, Heimatmuseum Friedrichshain, Berlin 1996
- Jan Feustel: Verschwundenes Friedrichshain. Bauten und Denkmale im Berliner Osten, Begleitmaterial zur Ausstellung, Heimatmuseum Friedrichshain, Berlin 2001